# FINCA Uganda
FINCA Uganda — угандийская микрофинансовая организация, работающая под зонтичным брендом международной сети FINCA International. Компания предоставляет различные микрокредиты (индивидуальные, групповые и деревенские, для пополнения оборотного капитала и улучшения жилищных условий, на нужды сельского хозяйства, малой энергетики и школьного образования), открывает сберегательные счета и срочные вклады, страхует имущество и жизнь мелких фермеров, осуществляет международные денежные переводы. Основными клиентами FINCA Uganda являются мелкие фермеры и предприниматели с низким уровнем доходов. Главной целью финансовых услуг FINCA Uganda является борьба с бедностью, улучшение уровня жизни, создание новых рабочих мест и активов в среде малого бизнеса. Отдельная кредитная программа FINCA Uganda направлена на развитие солнечной энергетики, в том числе на закупку солнечных панелей, предназначенных для освещения помещений и зарядки мобильных телефонов.  
В 2011 году, одной из первых в стране, FINCA Uganda ввела биометрическую технологию для сокращения мошенничества в финансовом секторе. По состоянию на начало 2015 года FINCA Uganda через 27 отделений обслуживала около 150 тыс. клиентов. Общая сумма выданных кредитов составляла 26 млн долларов (средняя сумма на человека — около 560 долларов).

## Партнёры
Партнёрами FINCA Uganda являются Western Union, MoneyGram, Credit Suisse, Grameen Bank, KfW, Triodos Bank, Фонд Форда, Фонд Билла и Мелинды Гейтс, Агентство США по международному развитию, Международная финансовая корпорация, United Nations Capital Development Fund, Deutsche Gesellschaft für Internationale Zusammenarbeit, Netherlands Development Finance Company, Interswitch и другие.